# Ourense
Ourense (galego: [owˈɾɛnse̝]; nome oficial; na forma não oficial em castelhano Orense) é um município da Espanha na província homônima, comunidade autónoma da Galiza. Tem 85,2 quilômetros quadrados de área e em 2021 tinha 104 596 habitantes (densidade: 1 227,7 hab./km²). É a terceira maior cidade da Galiza e é capital da província homônima.

## Demografia
| Variação demográfica do município entre 1991 e 2021 | Variação demográfica do município entre 1991 e 2021 | Variação demográfica do município entre 1991 e 2021 | Variação demográfica do município entre 1991 e 2021 | Variação demográfica do município entre 1991 e 2021 | Variação demográfica do município entre 1991 e 2021 |
| --------------------------------------------------- | --------------------------------------------------- | --------------------------------------------------- | --------------------------------------------------- | --------------------------------------------------- | --------------------------------------------------- |
| 1991                                                | 1996                                                | 2001                                                | 2004                                                | 2015                                                | 2021                                                |
| 102 758                                             | 107 060                                             | 107 510                                             | 108 600                                             | 106 231                                             | 104 596                                             |

## Turismo
Os mananciais de água quente são possivelmente o maior atrativo da cidade de Ourense. As mais conhecidas são as Burgas, fontes de águas termais, que constituem um dos principais monumentos da cidade, sendo Ourense também conhecida como a "cidade das Burgas". Além das Burgas, há várias outras opções para banhos a céu aberto ao longo do rio Minho:
- Termas da Chavasqueira: Dispõe de pequenos açudes circulares. O local está equipado com vestiários, oferecendo espaços gratuitos e pagos para os visitantes.
- Termas de Outariz: Abriga spas, casas de banhos termal, e circuitos naturais ao ar livre.
- Piscina das Burgas: Uma piscina ao ar livre localizada na zona das Burgas. Dispõe de vestiários, mas o uso é cobrado.
- Poças do Moinho da Veiga: Área composta por pequenos açudes circulares, nas proximidades do rio Minho.
- Poças de Outariz e Burgas de Canedo: São compostas por pequenos açudes circulares de água quente, localizados em duas áreas próximas, ao longo das margens do rio Minho.
- Fonte do Tinteiro: Fonte termal com valor medicinal.[4]

## Patrimônio edificado
- Sé de Ourense.
- Ruínas do Mosteiro de Santa Comba de Naves.
- Convento de São Francisco.
- Igreja de Santa Maria Nai.
- Igreja de Santa Eufémia (Ourense).
- Ponte romana, também conhecida como "Ponte Maior".
- Palácio episcopal
- Palácio de Oca-Valladares, obra do século XVI é a atual sede do Liceu de Ourense.
- Museu Arqueológico de Ourense, que ocupa o edifício do antigo Palácio Episcopal.

## Geminações

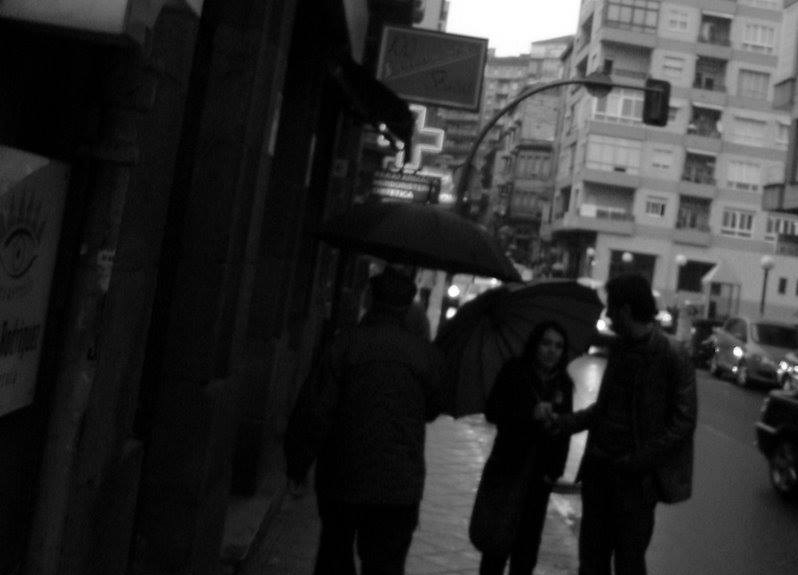
Dia de chuva em Ourense.

Ourense possui as seguintes cidades-gémeas:
- Vila Real, Portugal
- Tlalnepantla de Baz, México
- Quimper, França
- Maracaibo, Venezuela